# Са Карнейру, Франсишку
Франси́шку Мануэ́л Лумбра́леш де Са Карне́йру (порт. Francisco Manuel Lumbrales de Sá Carneiro; 19 июля 1934, Порту, Порту — 4 декабря 1980, Камарате, Camarate, Unhos e Apelação) — португальский учёный, адвокат и политик, премьер-министр Португалии в 1980 году.

## Биография
Франсишку Мануэл Лумбралеш де Са Карнейру родился 19 июля 1934 года в городе Порту в консервативной католической семье.
Его отец, адвокат Жозе Гуалберту Шавеш Маркеш де Са Карнейру (порт.  José Gualberto Chaves Marques de Sá Carneiro; 1897—1978) родился в Барселуше, принадлежал к древнему аристократическому роду и его предки по мужской линии были известны со времён короля Диниша, правившего в 1279—1325 годах (впрочем, основателем династии считался Албину Са Карнейру (порт. Albino Sá Carneiro, род. 1837), сын Мануэла Жозе Кошты де Са Карнейру (1804—1853), живший в середине XIX века). В период учёбы в Коимбрском университете его преподавателем был Антониу ди Салазар, c которым Жозе Гуалберту впоследствии не раз встречался и в 1968 году даже просил у всесильного главы правительства отменить депортацию Мариу Суареша на остров Сан-Томе.
Мать Са Карнейру, Мария Франсишка Жудите Пинту да Кошта Лейте (порт.  Maria Francisca Judite Pinto da Costa Leite) родилась в 1908 году в городе Саламанка (Испания) и была дочерью Жуана Витора Пинту да Кошты Бартола, 2-го графа Лумбралеша. Её старший брат — дядя Франсишку Са Карнейру — Жуан Пинту да Кошта Лейте — был главным идеологом диктаторского режима Антониу ди Салазара.
Франсишку был третьим ребёнком в семье и его детство прошло в окружении двух братьев, Жозе Педру и Рикарду, и двух сестёр, Марии Жуаны и Анны Марии, в доме на улице Пикариа, 36-1. º в Порту. Первые четыре года жизни ввиду династических и юридических тонкостей Са Карнейру не имел полной фамилии, пока решением суда ему не было разрешено носить также фамилию матери, графини Лумбралеш. Родители постоянно ссорились между собой по вопросам воспитания сына, и в итоге Мария Франсишка не раз говорила, что совместными усилиями они воспитали из Франсишку «коммуниста».

### Карьера адвоката и приход в политику
Получив среднее образование в Порту, Франсишку Са Карнейру отправился на учёбу в столицу. В 1956 году он окончил юридический факультет Лиссабонского университета, некоторое время занимался юридической практикой в Лиссабоне, сотрудничал в «Судебном журнале» (порт.  Revista dos Tribunais), одним из основателей которого был его отец, а затем вернулся в Порту и до 1968 года вёл там адвокатскую практику. Большое влияние на формирование его взглядов оказал опальный епископ Порту Антониу Феррейра Гомеш, который убедил Са Карнейру в том, что теперь уже невозможно не обращать внимания на политику, так как «власть стала невыносимой». Са Карнейру стал принимать участие в собраниях католической молодёжи, на которых горячо обсуждались вопросы политики и решения Второго Ватиканского собора и подписал письмо на имя Салазара с просьбой вернуть епископа в Порту.
Са Карнейру не только имел успех как адвокат, но и проявил себя как превосходный оратор. Его способности в сочетании с консервативными взглядами были замечены властями Нового государства, и в 1968 году только что вступивший на пост премьер-министра Португалии профессор Марселу Каэтану порекомендовал Са Карнейру выставить кандидатуру на парламентских выборах 1969 года от правящей и единственной легальной партии Национальный союз. Однако Са Карнейру не видел себя публичным политиком, боялся, что не сможет привлечь внимания аудитории и говорил своему другу Жозе Педру Пиньо Лейте: «Я застенчивый, я не силён в политике» (порт. Sou um tímido, não tenho jeito para a política). В итоге он всё же согласился, однако, после консультаций с тремя другими кандидатами от избирательного округа Порту, стал настаивать на том, чтобы выступить как независимый кандидат, дистанцировавшись от правящей партии. Это увеличивало его шансы на избрание, так как оппозиция активно включилась в предвыборную кампанию и, через созданные ею Демократические избирательные комиссии, использовала все возможности для критики Национального союза. На выборах 26 октября 1969 года Франсишку Са Карнейру был избран депутатом и вошёл в состав парламентской политический комиссии внутренней и местной администрации и комиссии по изучению вопросов конституционной реформы. В 1970 году он занял пост заместителя председателя Национального собрания.

### Переход в оппозицию режиму Марселу Каэтану
После завершения подсчёта голосов власти запретили Демократические избирательные комиссии и начали чистки и аресты в оппозиционной среде. Это усилило вызвало протестные настроения в стране . В этих условиях депутат Са Карнейру стал одним из лидеров «либерального крыла» (порт.  «Ala Liberal») парламента, одним из первых подписал проект закона о печати и проект конституционной реформы. В своём первом выступлении в парламенте 11 декабря 1969 года он осудил правило не допускать адвокатов на допросы, проводимые политической полицией и вернулся к этой теме в выступлении 19 февраля 1970 года, когда потребовал реформы политической полиции DGS. Он стал лично посещать политических заключённых, вместе с Франсишку Пинту Балсеман настаивал на проведении политической амнистии, на отмене цензуры и принятии либерального закона о печати.
25 ноября 1970 года Са Карнейру вместе с депутатом Пинту Лейте выступил на заседании парламента с призывом почтить память жертв стихийных бедствий в Португальской Гвинее. Через год, 12 декабря 1971 года на собрании избирателей в Матозиньюше состоялось его первое публичное выступление. Он критиковал избирательную кампанию, заявив, что у него осталось тяжёлое впечатление «от длинных речей во славу режима, которые чередовались с нападками на оппонентов». В этом выступлении Са Карнейру так определил своё политическое кредо:
Я не могу согласиться с тем, что мы, что наш народ по своей природе должны быть вечно  зависимы от патернализма отдельного человека, от системы или класса. Я отказываюсь признавать то, что, в отличие от других народов, мы можем оказаться не в состоянии примирить свободу с порядком, прогресс с безопасностью, а развитие со справедливостью. Я отказываюсь верить, что революция является единственным способом заставить нас выйти из политической депрессии, подрывная деятельность является единственным способом подтолкнуть реформы нашей системы. Поэтому я отвергаю диктатуру, будь то справа или слева,  диктатуру того или иного класса, а также пути, которые ведут к ней.
Он говорил: «Человек интегрирован в общество, но он имеет внутреннюю свободу, которая и определяет его как разумное существо» (порт. O indivíduo está integrado no total, mas possui dentro de si próprio a liberdade que o define como animal racional).
В интервью газете «REPÚBLICA» 15 декабря 1971 года Са Карнейру выступил за легализацию оппозиционных политических партий, кроме Португальской коммунистической партии, и высказался против создания партий религиозной окраски. В том же интервью он заявил, что симпатизирует идеалам демократического социализма в духе европейской социал-демократии. Ревностный католик, он оказался близок к идеям Эдуарда Бернштейна и Карла Каутского и считал образцом партийной программы Годесбергскую программу Социал-демократической партии Германии.
Однако надежды политического периода, именовавшегося в Португалии «марселистской весной» (порт. Primavera política Marcelista) не оправдались. 15 июля 1971 года четырнадцать депутатов «либерального крыла» Национального собрания во главе с Франсишку Са Карнейру (в неё входили Франсишку Пинту Балсеман, Жоаким Магальяйнш Мота, Моту Амарал, Миллер Гуэрра, Жозе да Силва, Корреа да Кунья, Маседу Кунья и другие) выступили с проектом конституционной поправки, которая вводила прямые президентские выборы. Но законопроект не был вынесен на обсуждение, и дело закончилось дракой между либералами и правительственными депутатами. Тогда Са Карнейру заявил, что не будет «участвовать в маскараде» обсуждения правительственного законопроекта конституционной реформы и с шестью депутатами-единомышленниками покинул зал заседаний во дворце Сен-Бенту. Этот поступок не остался незамеченным прессой и Са Карнейру приобрёл известность стойкого и бескомпромиссного борца за либеральные ценности и европейскую интеграцию. Во многом благодаря парламентском выступлениям Са Карнейру и его сторонников декретом № 368/72 от 30 сентября 1972 года политическая полиция была реорганизована, однако «либеральное крыло» посчитало все изменения в ДЖС «чисто семантическими». К началу 1973 года он выступил в парламенте 85 раз и стал автором шести законопроектов, в том числе о свободе объединений, о свободе собраний, о судоустройстве и о государственных служащих. Ему принадлежал и проект поправок к Гражданскому кодексу, разрешавший развод и раздел имущества супругов.
25 января 1973 года Франсишку Са Карнейру направил председателю Национального собрания заявление об отставку и отказался от депутатского мандата «ввиду отсутствия условий для свободной и полезной политической деятельности». Тогда же, в феврале 1973 года он отошёл от «либерального крыла» Национального собрания и полностью порвал с режимом. Сразу после отставки Са Карнейру сел на первый же поезд, отправлявшийся на север Португалии, и вернулся в свой адвокатский офис в Порту. Помимо адвокатской практики он сотрудничал в различных газетах и журналах, в том числе и в «Expresso», одним из основателей которого он был январе 1973 года, и в котором вёл политическую колонку «Visto». 29 января он дал в Порту интервью испанскому изданию «Informaciones Madrid», в котором объяснил свою отставку отсутствием политического прогресса в реформировании салазаровской системы, и заявил об отказе выставлять свою кандидатуру на парламентских выборах 1973 года.

### Министр и лидер партии
О том, что армия свергла режим Марселу Каэтану, Франсишку Са Карнейру узнал в своём адвокатском офисе утром 25 апреля 1974 года. Бросив всё, он поспешил на улицу и наблюдал, как верные Движению капитанов стрелки из Ламегу вступают в город. Не теряя времени, Са Карнейру встретился с Франсишку Пинту Балсеманом и Жоакимом Магальяйншем Мотой, чтобы обсудить создание собственной политической партии. Вместе они написали партийный устав и 6 мая 1974 года объявили о создании Народно-демократической партии, членом которой мог стать каждый, кто выступал в поддержку «основных ценностей демократического и гуманного социализма». Са Карнейру стал генеральным секретарём НДП, а через десять дней вошёл в состав первого Временного правительства Португалии в качестве одного из заместителей премьер-министра и государственного министра без портфеля. Он заявлял, что «вытянет Португалию из маразма» экспортом ресурсов страны и колоний на внешнем рынке, что его партия не против расширения государственного сектора, планирования в ключевых отраслях, антимонопольной политики, совместного (по образцу ФРГ) управления предприятиями, за модернизацию производства на латифундиях Юга, но без раздела земель и аренды.
24 мая 1974 года распоряжением № DD4183 премьер-министр Аделину да Палма Карлуш назначил его министром-делегатом с особыми полномочиями. Однако министерская карьера Са Карнейру продолжалась всего 55 дней — 11 июля он вместе с другими министрами правительства был отправлен в отставку декретом № 331/74.

### На правом фланге революционного процесса
В дни сентябрьского кризиса 1974 года Франсишку Са Карнейру отмежевался от президента ди Спинолы, заявив, что проводившиеся им акции недемократичны. В январе 1975 года он поддержал лидеров Социалистической партии Мариу Суареша и Салгаду Зенью в их оппозиции созданию единого профцентра и предложил ПСП разработать общую платформу по вопросу о профсоюзах. В связи с этим он заявил французской газете Le Monde, что «опасности, нависшие над консолидацией демократии в Португалии, значительно возросли». Однако под давлением ДВС Са Карнейру и Суареш были вынуждены уступить, и 22 января правительство одобрило законопроект о единстве профсоюзного движения.
Но «жарким летом» 1975 года, когда политические страсти в стране достигли максимального накала, Франсишку Са Карнейру оказался выбитым из политической жизни (в то время как начальник его службы безопасности Рамиру Морейра стал руководителем террористической сети ультраправого подполья). Ещё в начале 1970-х годов он вместе с братом Рикарду попал в тяжёлую автомобильную аварию и даже был причащён перед смертью, однако выжил. В конце мая 1975 года у Са Карнейру открылась рана от той автокатастрофы и он был вынужден уехать на лечение в Лондон. Пост лидера партии временно занял профессор математики Э. Геррейру. Са Карнейру вернулся к руководству только в сентябре 1975 года и с большим трудом восстановил контроль над партией — ему пришлось около восьми часов отвечать на сокрушительную критику в Национальном совете НДП. Но и теперь влияние Са Карнейру было ограниченным: в 1976 году он резко выступил против кандидатуры генерала Антониу Рамалью Эаниша на пост президента, но подчинился большинству партии, которое решило Рамалью Эаниша поддержать. В октябре 1976 года на III съезде в Лейрии Народно-демократическая партия была переименована в Социал-демократическую партию, а через год, в ноябре 1977 года Франсишку Са Карнейру покинул партийный пост, и вернулся на него только в июле 1978 года. Он требовал роспуска Революционного совета Португалии, отставки президента Рамалью Эаниша и отмены положений Конституции 1976 года, закрепляющих «социалистические производственные отношения».
5 июля 1979 года, в преддверии промежуточных парламентских выборов, возглавляемая Са Карнейру Социал-демократическая партия, Социально-демократический центр профессора Диогу Фрейташа ду Амарала и правые социалисты сформировали Демократический альянс за новое большинство. На выборах 2 декабря 1979 года Альянс одержал победу, получив 45 % голосов и 128 из 250 мест в парламенте. 27 декабря переходное правительство Марии ди Лурдиш Пинтасилгу ушло в отставку и Франсишку Са Карнейру стал единственным претендентом на формирование нового кабинета министров.

### Премьер-министр
1 января 1980 года Са Карнейру заявил, что президент Рамалью Эаниш одобрил состав его кабинета, а 3 января VI конституционное правительство Португалии принесло присягу и приступило к исполнению своих обязанностей. Впервые после Революции гвоздик в кабинет не вошли профессиональные военные. Активизировалась приватизация предприятий, были приняты меры по ограничению инфляции. К концу года темпы инфляции снизились с 42 % до 16,4 %, рост промышленной продукции составил 4 %, частные капиталовложения в экономику увеличились на 7 %. Около четверти национализированных земель были возвращены их прежним владельцам. Правительство осудило ввод советских войск в Афганистан и бойкотировало Московскую олимпиаду.
Са Карнейру считал вступление Португалии в Общий рынок наивысшим приоритетом правительства и в марте-июле лично посетил столицы 10 стран — членов ЕЭС, чтобы обсудить связанные с этим проблемы. Он намеревался добиться вступления страны в ЕЭС до 1983 года.
Весной 1980 года партии Демократического альянса провели через парламент поправки к закону о разграничении частного и общественного секторов экономики, которые разрешали создание частных банков и страховых кампаний. Однако Революционный совет признал эти поправки неконституционными и реформы застопорились. Чтобы продолжить свой курс, правым необходимо было увеличить своё представительство в парламенте и провести своего человека на пост президента. В апреле 1980 года Демократической альянс решил поддержать кандидатуру генерала Антониу Соареша Карнейру (однофамилец Са Карнейру) на президентских выборах 7 декабря 1980 года. Однако 6 сентября генерал Рамалью Эаниш выставил свою кандидатуру, что снизило шансы Соареша Карнейру. Са Карнейру, уже после прихода к власти заявлявший, что Альянс не будет поддерживать кандидатуру действующего президента, обвинял Эаниша в намерении установить военно-президентское правление и в излишней терпимости к левым силам. Вместе с тем в среде социал-демократов понимали, что выдвижение на пост президента самого Франсишку Са Карнейру, состоявшего во внебрачной связи с датчанкой, не имеет смысла, так как его не поддержит католическое большинство населения, особенно консервативные северные регионы.

Перед очередными парламентскими выборами правительству удалось получить перевес в средствах массовой информации. Одновременно оно приняло меры в области социального обеспечения, жилищного строительства, расширения и улучшения дорог. Симпатии большинства португальцев теперь были на стороне Са Карнейру. Как отмечал советский исследователь В. И. Суханов: 
Всей своей деятельностью лидер СДП демонстрировал решительность, чёткость и твёрдость политической, экономической и социальной линии правительства. А португальцы привыкли к «твёрдой власти». 
На выборах 5 октября 1980 года Демократический альянс получил 47 % голосов и увеличил своё представительство со 128 до 136 депутатских мандатов. На рассвете 6 октября 1980 года премьер-министр Франсишку Са Карнейру выступил на пресс-конференции, сообщил о победе Демократического альянса и заявил, что президент Рамалью Эаниш уже не соответствует правительству и большинству избирателей и потерпит поражение на выборах 7 декабря. В те же дни он заявил в интервью испанской «El País»: «В идеологическом плане у нас программная конституция коллективистского социализма… всё это следует изменить… Следует также изменить, но не в значительной степени, полномочия президента республики, правительства и парламента» .
Правые и левые вступили в ожесточённую схватку за пост президента. Антониу Суареш Карнейру при активной поддержке премьер-министра и его заместителя Фрейташа ди Амарала активизировал свою предвыборную кампанию. В ноябре победа Рональда Рейгана на президентских выборах в США подстегнула надежды Демократического альянса и была широко использована в предвыборной агитации. Сам Франсишку Са Карнейру лично выступал в поддержку генерала Карнейру на митингах и предвыборных собраниях, походивших по всей стране.

### Гибель
Утверждают, что Франсишку Са Карнейру часто повторял, что умрёт молодым. Его слова, по какой бы причине они ни были бы сказаны, оказались пророческими.

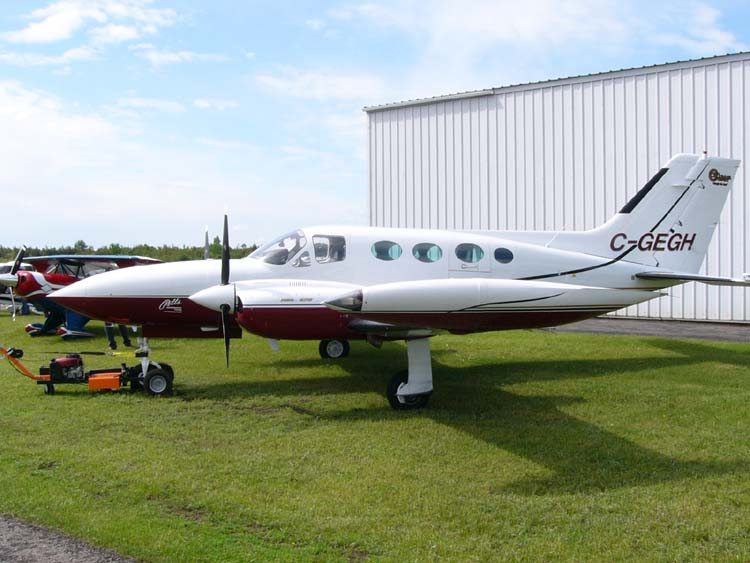
Самолёт Cessna 421

В пятницу, 4 декабря 1980 года около 20.00 Са Карнейру вылетел на двухмоторном самолёте Cessna 421 с регистрационным номером YV-314p из международного аэропорта Портела в Порту для участия в митинге в поддержку генерала Суареша Карнейру. Около 20:17 самолёт потерял высоту в окрестностях Фонтаньяша, врезался в стену одного из домов в Камарате и загорелся. В катастрофе погибли премьер-министр Португалии, его фактическая супруга Сну Абекассиш, министр обороны Аделину Амару да Кошта, его жена Мария Мануэла Амару да Кошта, начальник штаба премьер-министра Антониу Патрисиу Гувейя и пилоты Жорже Албукерке и Алфреду де Соуза. Их обгоревшие тела были обнаружены среди обломков «Сессны».
В 21:29 Португальское радио и телевидение прервало передачи и сообщило о смерти премьер-министра. Вскоре после этого на экранах телевизоров появился Диогу Фрейташ ду Амарал, ставший исполняющим обязанности главы правительства. Он заявил:
В ужасной авиакатастрофе погиб сегодня, в начале вечера, премьер-министр Португалии, доктор Франсишку Са Карнейру. Мы пока не знаем причин аварии, которые будут выявлены в ходе тщательного расследования, к которому приступят  немедленно.
Франсишку Са Карнейру и Сну Абекассиш были похоронены вместе на столичном кладбище Алту ди Сан-Жуан. Позднее их останки перезахоронили в склепе на кладбище Лумиара.
Многолетнее расследование катастрофы в Камарате выявило, что самолёт был куплен в Венесуэле за 41 день до катастрофы и уже был в эксплуатации. Профилактика самолёта не проводилась, перед вылетом он не проверялся, а в его механизмах нашли более 17 неполадок. Параллельно с официальной версией падения в результате технических неисправностей и халатности технических служб, в Португалии распространены конспирологические теории о преднамеренном убийстве Са Карнейру путём взрыва или вследствие саботажа. Среди заказчиков убийства называют португальских масонов, различные левые и коммунистические организации, стремление определённых кругов скрыть финансовые аферы, разоблачить которые намеревался Амару да Кошта, и прочие.

## Частная жизнь
Франсишку Мануэл Лумбралеш де Са Карнейру был женат на Изабел Марии Феррейра Нуньеш де Матуш. У них было пять детей:
- Франсишку Нуньеш де Матуш де Са Карнейру (порт.  Francisco Nunes de Matos de Sá Carneiro);
- Изабел Мария Нуньеш де Матуш де Са Карнейру (порт.  Isabel Maria Nunes de Matos de Sá Carneiro);
- Мария Тереза Нуньеш де Матуш де Са Карнейру (порт.  Maria Teresa Nunes de Matos de Sá Carneiro);
- Жозе Нуньеш де Матуш де Са Карнейру (порт.  Jose Nunes de Matos de Sá Carneiro);
- Педру Нуньеш де Матуш де Са Карнейру (порт.  Pedro Nunes de Matos de Sá Carneir)[32].

Несмотря на то, что многие годы совместной жизни супруги придерживались строгих католических канонов, в середине 1970-х годов Са Карнейру ушёл из семьи. Его спутницей стала датчанка Сну Абекассиш, урождённая Эббэ Мерете Сэйденфаден, жена бизнесмена Алберту Вашку Абекассиша, владелица издательства «Dom Quixote» и знакомая советского поэта Евгения Евтушенко. Их бурный роман начался 6 января 1976 года на ужине в лиссабонском ресторане «A Varanda do Chanceler». Хотя у Са Карнейру было пятеро детей, а у Сну Абекассиш трое, они решили оставить свои семьи. Абекассиш быстро получила развод, однако Изабел Мария отказывала в этом своему мужу. Только 2 декабря 1980 года Исабел дала согласие на развод, однако не успела сообщить об этом Франсишку Са Карнейру. Роман с разведённой датчанкой негативно сказался на популярности Са Карнейру.
В 2010 году двоюродный брат Са Карнейру — Карлуш Карнейру — по приглашению лидера социал-демократов Педру Пассуша Коэлью занял высокую должность в партии. Это вызвало появление в прессе очередных аналогий между судьбами рода Карнейру и американского клана Кеннеди.

## Сочинения
- Uma Tentativa de Participação Política (1973)
- Por uma Social-Democracia Portuguesa (1975)
- Poder Civil; Autoridade Democrática e Social-Democracia (1975)
- Uma Constituição para os anos 1980: Contributo para um Projecto de Revisão (1979).

## Награды
Награды Португалии, врученные посмертно:
| Страна               | Дата              | Награда                                                                          | Награда                                                                          | Литеры |
| -------------------- | ----------------- | -------------------------------------------------------------------------------- | -------------------------------------------------------------------------------- | ------ |
| Португалия           | 13 июля 1981 —    | Кавалер Большого креста ордена Христа                                            | Кавалер Большого креста ордена Христа                                            | GCC    |
| Португалия / Мадейра | 1984 —            | Медаль «За заслуги»                                                              | Медаль «За заслуги»                                                              |        |
| Португалия           | 17 марта 1986 —   | Кавалер Большого креста Военный Ордена Башни и Меча, Доблести, Верности и Заслуг | Кавалер Большого креста Военный Ордена Башни и Меча, Доблести, Верности и Заслуг | GCTE   |
| Португалия           | 20 декабря 1990 — | Кавалер Большого креста ордена Свободы                                           | Кавалер Большого креста ордена Свободы                                           | GCL    |
| Португалия           | 25 апреля 2017 —  | Кавалер Большого креста ордена Инфанта дона Энрике                               | Кавалер Большого креста ордена Инфанта дона Энрике                               | GCIH   |

## Память

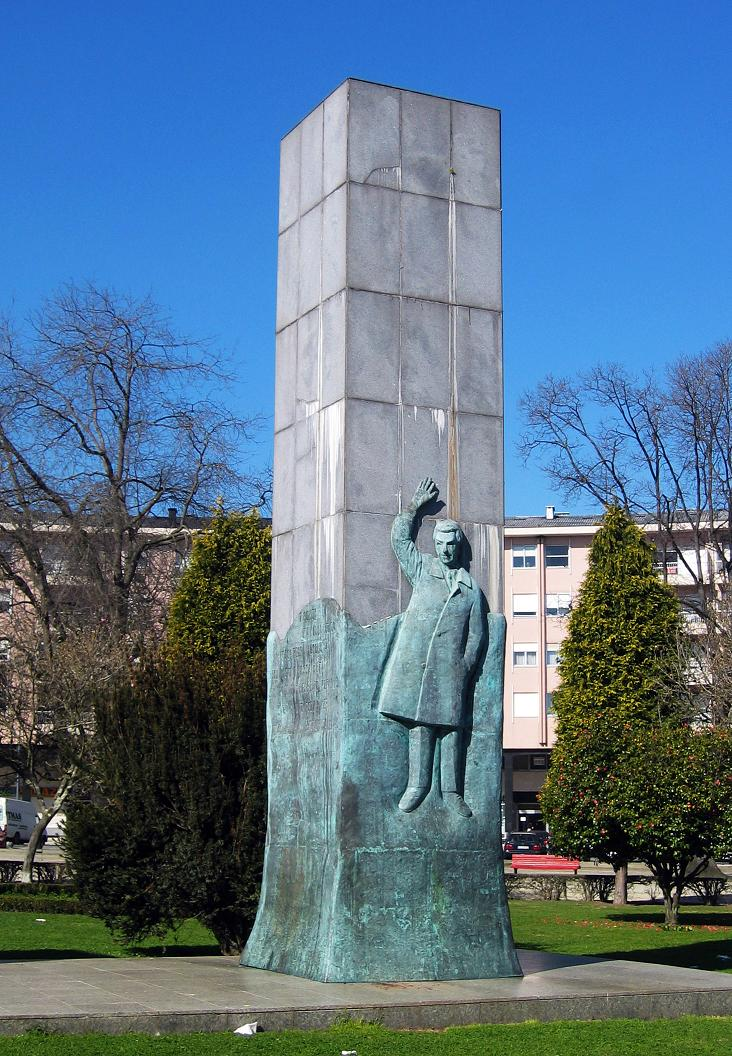
Памятник Са Карнейру в Порту
(Скульптор Густаву Бастуш, фото Энрики Матуша).

В Португалии судьбу Франсишку Са Карнейру часто сравнивают с судьбой президента США Джона Кеннеди и называют «португальским Кеннеди» (порт. Kennedy português).
- В Португалии был создан Институт Са Карнейру.
- Имя Са Карнейру получили площадь в Фуншале, на которой установлен его бюст, площадь в Порту, улицы в Албуфейре, Вагуше, Гондомаре, Оэйраше.
- 4 декабря 2005 года в базилике да Эштрелья в Лиссабоне прошли мероприятии, посвящённые 25-й годовщине со дня смерти Франсишку Са Карнейру. В них приняли участие президент Жоржи Сампайю, премьер-министр Жозе Сократиш, председатель Еврокомиссии Жозе Мануэл Баррозу, Франсишку Пинту Балсеман, Анибал Каваку Силва и другие ведущие политики страны. В их выступлениях говорилось, что Са Карнейру является «образцом для всех, кто любит демократию и стремится к модернизации Португалии» и что память о нём жива до сих пор[34].
- 7 декабря 2010 года на экраны Португалии вышел художественный фильм «O Último Minuto na Vida de S.», посвящённый любви Франсишку Са Карнейру и Сну Абекассиш и их гибели. Фильм был снят режиссёром Марией Жуаной Роша по книге Мигела Реала[35].
- Его именем был назван международный аэропорт в Порту, хотя многие утверждали, что не следует называть аэропорт именем человека, погибшего в авиакатастрорфе.
- Была выпущена медаль в память Франсишку Са Карнейру (порт. Medalha de Francisco de Sá Carneiro Insigne Tribuno do Povo)[36].